# Jean-Marc Salmon
Jean-Marc Salmon est un sociologue, universitaire, militant politique et ancien conseiller ministériel français.

## Biographie
Jean-Marc Salmon, né en 1943, est juif italien par son père, hispano-kabyle par sa mère, et rapatrié d'Algérie en 1961, à l'âge de 18 ans. Jeune étudiant, il a adhéré à la FNEF (Fédération nationale des étudiants de France).

### La période communiste et gauchiste

#### Responsable à l'UNEF
Il devient un militant de l'UNEF à Nice qu'il rejoint pour dénoncer la répression meurtrière de la manifestation du 8 février 1962, contre l'OAS et pour la paix en Algérie. Étudiant en classe  préparatoire à HEC au lycée Massena, il adhère ensuite à l'Union des étudiants communistes. Après avoir échoué à HEC, il est élu à la direction nationale de l'UNEF en 1964 où il est chargé de la recherche et de la formation avec Michel Le Marc. Contre la réforme de l'université qu'ils condamnent comme « technocrate », ils poussent à une opposition déterminée avec B. Besnier. Faute de l'emporter, ils démissionnent du Bureau national en septembre 1964. Il dirige ensuite l'association générale des étudiants de Rennes. Intéressé par le structuralisme, il lance avec Michel Le Marc et Pierre Bibard un courant « structuriste » dans l'UNEF sans parvenir à rallier la majorité du syndicat étudiant lors du Congrès de Bordeaux en 1965. À la suite de leur défaite, il quitte Rennes pour reprendre ses études d'histoire-géographie à Nice où il a pour professeurs Max Gallo et André Nouschi.

#### Chef maoïste et pilier des services d'ordre
Il poursuit ensuite ses études d'histoire à la Sorbonne où il rejoint la principale organisation de jeunesse maoïste, l'Union des jeunesses communistes marxistes-léninistes (UJCML). Il l'est un des principaux cadres des services d'ordre de l’extrême gauche, en tant que pilier de celui de l'Union des jeunesses communistes marxistes-léninistes est l'un des plus importants quand l'UJCML lance les CVB (Comités Vietnam de Base), concurrent du Comité Vietnam national animé par les JCR depuis 1966 pour protester contre l'intervention américaine au Vietnam et présidé par le mathématicien Laurent Schwartz, qui une dizaine d'années plus tôt avait présidé un autre comité, le comité Maurice-Audin. 
Afin d'organiser le service d'ordre des manifestations mais aussi de mener des actions « militaires » contre l'extrême droite, le PCF ou la police, l'UJC (ml) se dote alors d'une branche paramilitaire, les GPA (Groupes de protection et d'autodéfense), dirigée par Olivier Rolin et animée par Jean-Marc Salmon, Jacques Rémy, Jean-Claude Zancarini (dit « Tarzan »), Didier Truchot, Jean-Paul Cruse (dit « Paulo ») ou encore Maurice Brover (dit « Momo »). Ce sont eux qui dirigent les trois cents militants prochinois qui  attaquent le 7 février 1968 le meeting organisé par l’extrême droite à la Mutualité, en soutien au Sud-Vietnam, avec des casques de chantier été achetés en gros au BHV et des manches de pioche, affrontant les forces de police durant trois heures et toute la soirée.  
Jean-Marc Salmon fait alors partie des "chefs" maoïstes, selon un portrait qui lui sera consacré par le magazine Actuel.

#### Les affrontements contre l'extrême droite en février et avril 1968
Ces responsables des Groupes de protection et d'autodéfense dirigent les trois cents militants prochinois qui  attaquent le 7 février 1968 le meeting organisé par l’extrême droite  à la Mutualité, en soutien au Sud-Vietnam, avec des casques de chantier été achetés en gros au BHV etdes manches de pioche, affrontant les forces de police durant trois heures et toute la soirée.
Jean-Marc Salmon est présent le 28 avril 1968, lorsque les "Comités Vietnam de Base" (CVB) lancent l'attaque d'une vingtaine de personnes de l'extrême droite participant à une exposition sur les crimes des Vietcongs, organisée pour un "Meeting de soutien au sud-vietnam", organisé dans les locaux de la Société d'encouragement pour l'Industrie nationale, au 44 rue de Rennes à Paris. L'attaque fera dix blessés, parmi lesquels Roger Holeindre, soignés à l'hôpital Laënnec. Les étudiants de la Sorbonne s'attendent alors dans les jours qui suivent à une riposte de l'extrême droite, le mouvement Occident ayant déclaré vouloir se venger. Le 3 mai, le rassemblement des différents services d'ordre des organisations d'extrême gauche dans la cour de la Sorbonne provoque l'intervention de la police et la première émeute de Mai 68, selon le Cycle provocation-répression-mobilisation.

#### Les affrontements autour de l'usine Renault de Flins
Par la suite, la seule initiative significative importante de maoïstes en mai-juin 1968 sera l’intervention à Renault Flins le 7 juin. Les escadrons de CRS sont envoyés en masse pour reprendre le site de production, durant la nuit du 6 juin 1968. « Du jour où les étudiants parisiens sont arrivés, les CRS arrêtaient les gens qui se trouvaient dans la rue la nuit », raconte Jean-Luc Koenig, alors enseignant à l’école Roux Calmette, aux Mureaux. Jean-Marc Salmon fait alors partie de ceux qui jettent des pierres sur les policiers. Des affrontements entre forces de l’ordre et ouvriers éclatent les jours suivants, jusque dans les rues du quartier d’Elizabethville, entourant le site de fabrication. Ils dégénèrent et à la suite d'une course-poursuite, le jeune lycéen Gilles Tautin meurt lentement noyé sans recevoir d'aide des CRS présents sur la rive. Le 12 juin, la plupart des groupes gauchistes sont dissous par décision du ministère de l'intérieur. Les ouvriers de Renault ne reprennent le chemin des ateliers que le 18 juin au matin.

### La sociologie à l'Université de Vincennes
Jean-Marc Salmon est par la suite chargé d'enseignement en sociologie à l'Université de Vincennes à partir de l'automne 1969, où il dirige un "comité pour l'abolition du salariat et la destitution de l'Université", fondé en 1969 avec Jean-Paul Dollé et André Glucksmann. Les dirigeants de la Gauche prolétarienne, sur fond de "gauchisme le plus débridé", souhaitent alors "détruire l'appareil d'État". Ils se heurtent très violemment aux militants communistes, minoritaires dans cette université, lors d'affrontements dirigés par Jean-Marc Salmon, qui appelle un peu plus tard les étudiants à partir travailler en usine pour aider les ouvriers à se révolter.  
Des rapports des renseignements généraux des 6 et novembre 1969 témoignent de son activisme en indiquant que "le groupe de la gauche prolétarienne vient d’entreposer un stock important de grenades fumigènes dans un local du bâtiment C de la faculté. Afin de juger de la puissance et des effets de ces engins, Jean Marc Salmon et Joseph André Glucksman ont procédé (...) vers 14h30 à une première expérience (...) et fait exploser trois grenades dans un terrain vague situé derrière le restaurant nord du centre universitaire". Ils "estiment que ces armes pourront leur être d’une grande utilité lors d’éventuelles manifestations violentes". Le lendemain, un autre rapport précise que "des militants d’obédience maoïste s’entraînent régulièrement à la technique du combat de rue à l’aide de longs bâtons dans la salle d’éducation physique du centre universitaire expérimental de vincennes".
Jean-Marc Salmon sera un des responsables de la distribution clandestine des journaux de la Gauche prolétarienne qui devient illégal au printemps 1970, obligeant à monter des réseaux clandestins, via « un système étanche », pour « trouver des lieux pour les imprimer, les cacher » et les « sortir juste au moment ou ça se vend sur les marchés », tâche qu'il exécute avec Christophe Schimmel tout en souhaitant "ouvrir à tous" la structure . Puis il effectue un séjour en usine. Toujours, en 1970, il décide de renoncer à ses idées révolutionnaires.
En 1975, il publie avec Daniel Cohn-Bendit, Maren Sell et Michel Lévy le livre Le Grand Bazar, un recueil d'entretiens de souvenirs dans lequel un chapitre de Daniel Cohn-Bendit comporte certains passages à connotation sexuelle très controvés, qui seront reprochés à Daniel Cohn-Bendit pendant des décennies. Le livre est publié aux Editions Denoël puis aux Editions Belfond, mais son tirage n'atteindra pas 30.000 exemplaires malgré la notoriété de Daniel Cohn-Bendit, qui ne s'est plus exprimé depuis sept ans et la couverture par Libération du livre lorsqu'il est encore en projet. Puis en 1978, il publie un livre de témoignages et analyses, en soulignant les continuités de Mai 68 avec la génération de la lutte contre la guerre d'Algérie.

### Instituts de sondage et cabinets ministériels
Jean-Marc Salmon est plus tard directeur des médias chez Ipsos (1980-1983), institut de sondage créé en 1975 par Didier Truchot, venu de l'IFOP, aux côtés de Jean-Marc Lech, et alors spécialisé dans les études publicitaires et l'audience des médias. Ensuite, il travaille dans les cabinets ministériels, en particulier, à partir de 1984, celui du Max Gallo, porte-parole du gouvernement et secrétaire d'État, où il travaille en duo avec un jeune conseiller, François Hollande, avec lequel il tisse des liens multiples avec la presse. Il est alors envoyé aux États-Unis étudier les méthodes de communication du président américain Ronald Reagan. 

### Écoles nationales des télécommunications et bureau du livre à New York
Il fut ensuite directeur du Bureau du livre français à New York (1988- 1991). Docteur en sociologie, il a été professeur associé à l'Institut national des télécommunications (INT devenu Télécom SudParis) et membre de l'équipe de recherche ETOS (fondée par Pierre-Antoine Chardel), et a piloté le programme de recherche sur le changement climatique du Ministère de l'écologie de 1995 à 2007. Il effectue en fin de carrière une recherche sur les usages d'Internet dans le soulèvement révolutionnaire tunisien depuis le printemps 2011. Il a été professeur associé à Institut Mines-Télécom Business School où il a enseigné les enjeux socio-politiques de la mondialisation et l'histoire de la société de l'information jusqu'en 2020.

### Retour de Cohn-Bendit à la politique en France
Jean-Marc Salmon a joué un rôle actif dans le retour de Daniel Cohn-Bendit à la politique en France et participe à une progression des Verts lors des élections européennes de 1999. Alors que ce dernier se marie, dans l'Hérault le 29 août 1997, Jean-Marc Salmon, qui milite à la Gauche socialiste et à SOS-Racisme fait partie des protagonistes qui peuvent l'appuyer au même titre que deux autres proches, Betty Mialet, une éditrice renommée, et Jean-Marcel Bouguereau, rédacteur en chef du Nouvel Observateur et ami de Daniel Cohn-Bendit depuis 1968.
Dès le 18 février 1998, Jean-Marc Salmon participe à un "dîner informel" organisé par André Glucksmann pour que Cohn-Bendit rencontre les intellectuels qui avaient voulu une liste "Sarajevo" aux élections européennes de 1994. Puis à la fin août 1998, lors des journées d'été des Verts à Lamoura, Cohn-Bendit devient la tête de liste des Verts pour l'élections européennes de 1999. Jean-Marc Salmon et Betty Mialet le convainquent alors que critiquer les alliés des Verts au gouvernement est une mauvaise stratégie.

### Soutien à la grève à la SNCF en 2018 et EHESS
Jean-Marc Salmon est à l’origine, au printemps 2018, de la mise en place sur Internet d’une cagnotte inédite pour aider les cheminots de la SNCF en grève, un demi-siècle après Mai 68. Un million d’euros est vite récolté sur la plateforme Leetchi, une première dans l’histoire du mouvement social en France, la preuve, selon lui, que la solidarité des Français vis-à-vis des luttes sociales n’a pas disparu. Sur ces enjeux, il participe aux réflexions menées à l'EHESS sur les nouvelles formes de mobilisation à l'ère des réseaux sociaux. Il est également à ce titre invité par Gabriel Rockhill pour intervenir à l'été 2019.